# Marijam Mamadašvili
Marijam Mamadašvili (16. novembar 2005, Tbilisi) gruzijska je pevačica i pobednica Dečje pesme Evrovizije 2016.

## Biografija
Rođena je 16. novembra 2005. u Tbilisiju. Talenat za muziku je ispoljila još u četvrtoj godini života, a od 2015. godine živi u SAD gde se obučava u muzičkom teatru za mlade talente Broadway Method Academy. Dok je živela u Gruziji bila je deo poznatog studija „Bzikebi”, odakle je dolazila i većina ranijih gruzijskih predstavnika na Dečjem Evrosongu, a među kojima su i pobednici iz 2008. i 2011, grupe Bzikebi i Candy.